# Saint-Andéol, Drôme
 Saint-Andéol  là một xã thuộc tỉnh Drôme trong vùng Auvergne-Rhône-Alpes ở đông nam nước Pháp. Xã Saint-Andéol, Drôme nằm ở khu vực có độ cao 450 mét trên mực nước biển.